# Sporskifte (Flensborg)
 For alternative betydninger, se Sporskifte (flertydig). (Se også artikler, som begynder med Sporskifte)
Sporskifte (dansk) eller Weiche (tysk) er en bydel i det sydlige Flensborg, der blev etableret i årene før 1864 på bymarken syd for midtbyen. Navnet er hentet fra en sportrekant, som byggedes her. Med etableringen af en banestation opstod efterhånden Sporskifte som helt ny bydel. Området var ellers næsten ubebygget. Bydelen består nu af de to statistiske distrikter Sophiegård (Sophienhof) i øst og Skæferhus (Schäferhaus) i vest. Sporskifte har cirka 6.800 indbyggere . I Sporskifte krydser Hærvejen (Oksevejen) landevejen mellem Flensborg og Husum.
I 1900-tallet blev området udbygget med parcelhuse og voksede efterhånden sammen med nabobyen Veding. Nordøst for bydelen opstod store erhvervsområder. I 1912 fik bydelen med Vor Frelsers Kapel en lille kirke. I 1967 blev kapellet afløst af den moderne Fredskirke øst for Husumvejen. Den danske menighed holder gudstjenester i Det Danske Hus ved Oksevejens Skole. Mellem Husumvej og boligområdet Jægerlyst ligger Myggedammen med tilhørende skovarealer. Grænsen til Rude markeres gennem Skærbækken (Møllestrøm) og dens tilløb i den naturfrede Skærbæksdal.
Et militærområde, som opstod her efter 2. verdenskrig, blev i år 2000 omdannet til et nyt boligområde med flere nye rækkehuse. Området markedsføres under navnet Gartenstadt Weiche (Havebyen Sporskifte).
Bydelen er hjemsted for SC Weiche Flensburg 08.